# Bürgergenossenschaft
Eine Bürgergenossenschaft ist eine Personalkörperschaft des öffentlichen Rechts, die in rund der Hälfte der Liechtensteiner Gemeinden vorkommt. Ihr gehören ausschliesslich Personen mit Liechtensteiner Bürgerrecht an. Die Bürgergenossenschaften sind zu unterscheiden von den politischen Gemeinden.

## Vorgeschichte
Im 19. Jahrhundert setzten sich für die bisherigen Allmenden die Bezeichnungen Gemeindeboden oder Gemeindegut durch. Dabei handelte es sich um kollektiv genutzte Wälder und Weiden und auch um parzellierte Anbauflächen, die nicht Privateigentum des betreffenden Haushalts waren, aber ihm zur Nutzung überlassen wurden. Der Gemeindenutzen umfasste besonders Holzbezugsrechte und Alpnutzungsrechte. Ab den 1920er-Jahren waren Neubürger vom Gemeindenutzen ausgeschlossen, was jedoch wegen des nachlassenden Nutzungsinteresses kaum zu Konflikten führte.
Zwei 1849 und 1926 ausgearbeitete Gesetzesentwürfe versuchten nach schweizerischem Vorbild Politische Gemeinde und wirtschaftliche Gemeinde zu trennen, scheiterten aber beide Male. Eine solche Trennung kam erst gestützt auf das Gesetz von 1996 über die Bürgergenossenschaften zustande, als das Vermögen der Bürgergenossenschaften in einem mehrjährigen Prozess von demjenigen der politischen Gemeinden geschieden wurde.

## Aufbau der Bürgergenossenschaften

### Gründungen

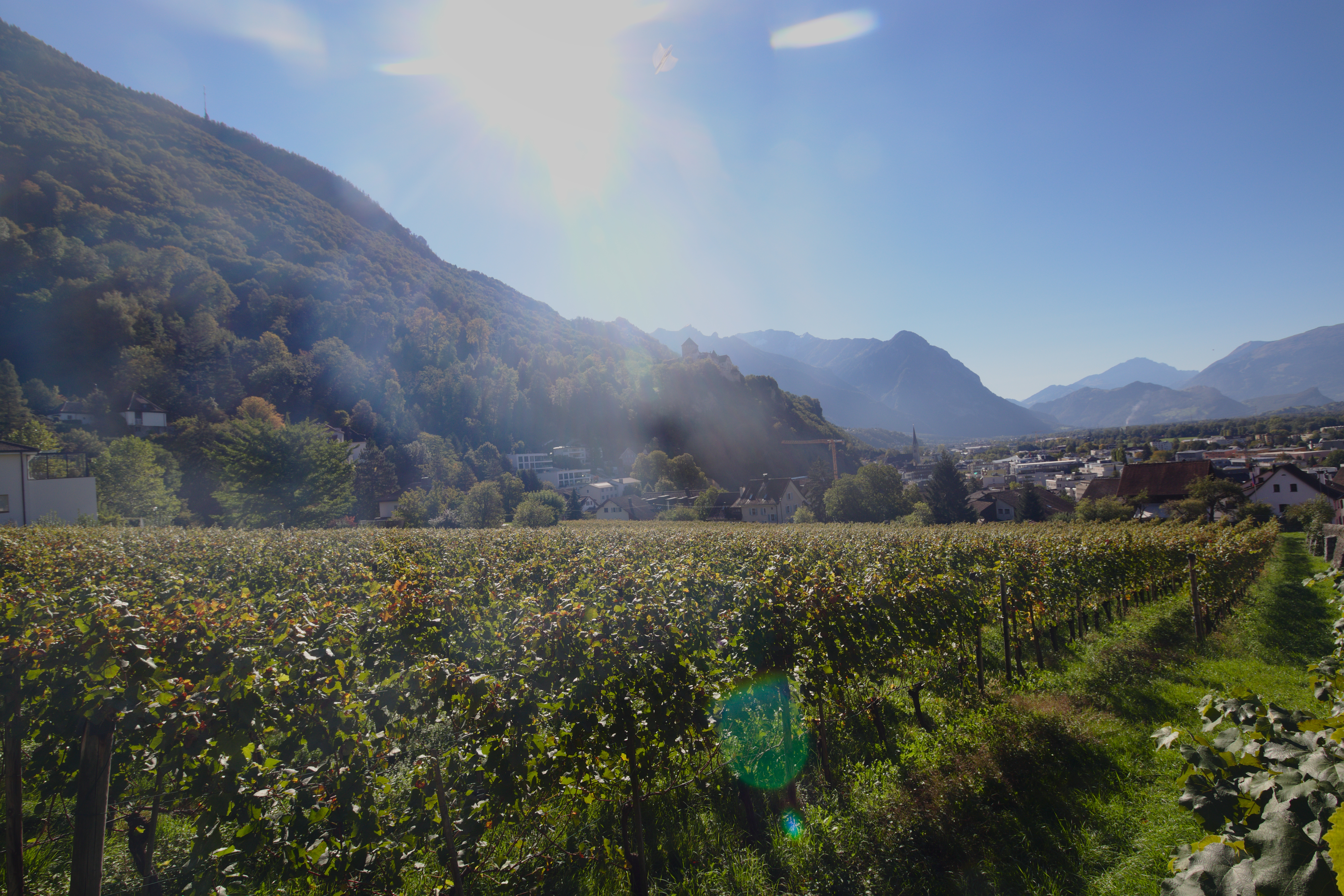
Der Wald oberhalb von Vaduz befindet sich im Eigentum der örtlichen Bürgergenossenschaft.

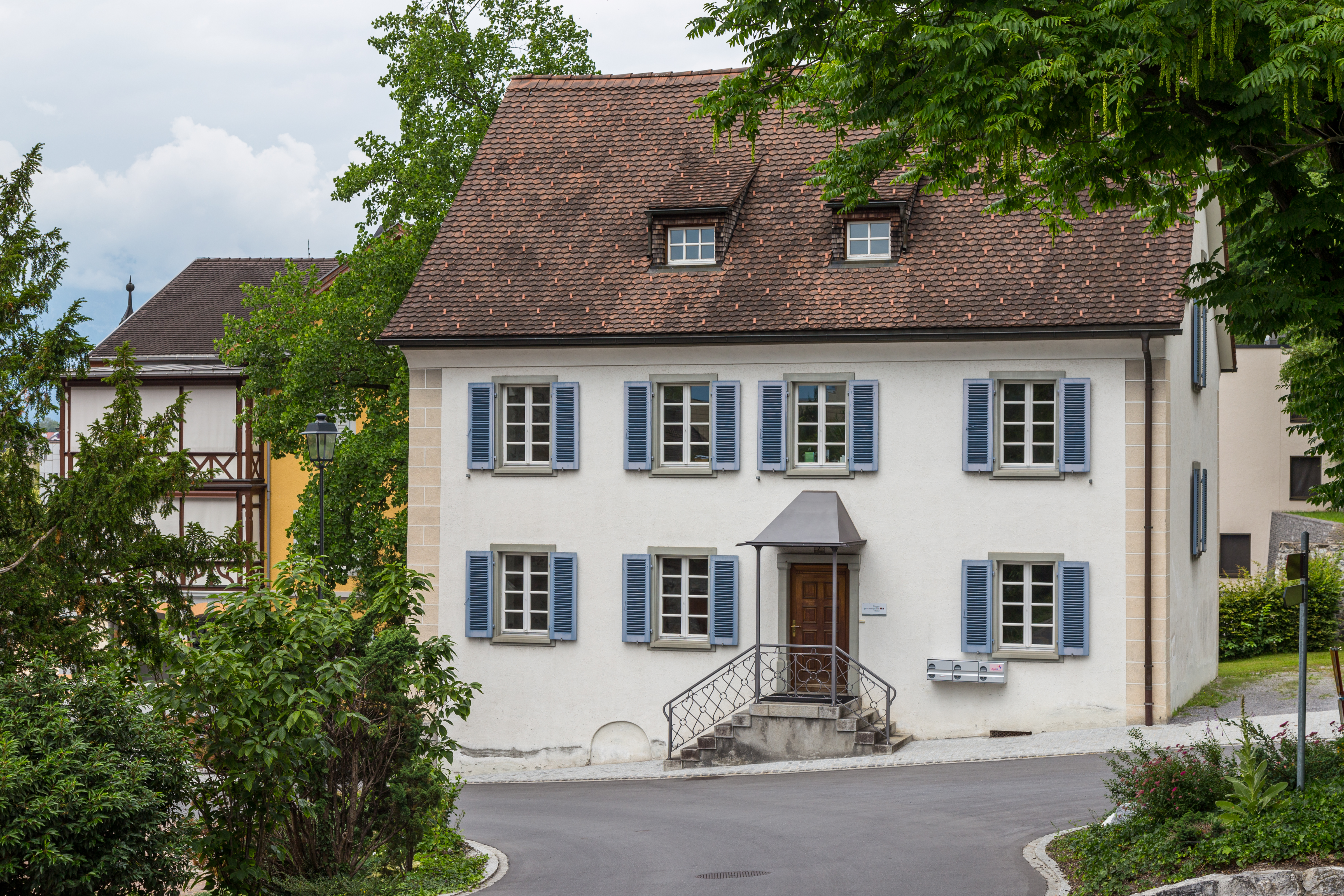
Sitz der Bürgergenossenschaft Vaduz

Das Gesetz über die Bürgergenossenschaft aus dem Jahr 1996 ermöglichte es, die Nutzungsberechtigten am Gemeindeboden von der politischen Gemeinde abzutrennen. Damit kann das Gemeindevermögen und das Vermögen der Nutzergemeinschaft klar getrennt werden. Es wird verhindert, dass die nicht am Gemeindenutzen beteiligten Einwohner einer Gemeinde Leistungen an die Nutzergemeinschaft erbringen, ohne davon zu profitieren.
Die Gemeinden Balzers, Triesen, Eschen und Mauren führten innerhalb der gesetzlich vorgegebenen Frist bis 2004 ihren Gemeindeboden in das Eigentum der Bürgergenossenschaften über, Vaduz folgte 2010. Schaan und die andern Kommunen verzichtete auf den Aufbau einer zweiten Gemeindeverwaltung innerhalb der eigenen Verwaltung und lehnten die Schaffung einer Bürgergenossenschaft ab.

### Mitglieder
Gründungsmitglieder der Bürgergenossenschaften waren alle in der ehemaligen Bürgerversammlung stimmberechtigten Bürgerinnen und Bürger sowie alle nutzungsberechtigten Bürger, die außerhalb der Gemeinde wohnen.
Die Mitgliedschaft ist freiwillig. Im Gegensatz zum Gemeindebürgerrecht wird die Mitgliedschaft nicht vererbt, sondern sie kann bei Volljährigkeit beantragt werden. Antragsberechtigt sind Liechtensteiner Landesbürgerinnen und -Bürger, die von einem Mitglied der Bürgergenossenschaft abstammen oder mit einem Mitglied verheiratet sind. Aufgenommen werden nur Landesbürger, die nicht bereits Mitglied einer anderen Bürgergenossenschaft sind.

### Aufgaben
Bürgergenossenschaften verwalten und pflegen das Genossenschaftsgut. Dazu zählen vor allem Wälder, Landwirtschaftsböden und Alpen, aber auch Parzellen in der Bauzone. Die Bürgergenossenschaften gewähren ihren Mitgliedern Anteile an der Nutzung. Darüber hinaus gehende Erträge werden für die Pflege und zum Schutz von Wald und Weiden sowie für andere, vor allem kulturelle Gemeinschaftsaufgaben verwendet.

## Kritik
Eine Gemeinde ohne Bürgergenossenschaft kann über das gesamte Gemeindevermögen – Finanzen und Grundstücke – allein bestimmen. Wichtige Entscheide können demnach von allen in der betreffenden Gemeinde wohnhaften volljährigen Landesangehörigen getroffen werden. In einer Zeit, als in der Schweiz tendenziell der Einfluss der Bürgergemeinden verringert wurde, ging Liechtenstein einen anderen Weg.